# Геконові
Геко́нові (Gekkonidae) — родина плазунів, підряду ящірок.
Представники геконових населяють Землю вже понад 50 млн років і розповсюдилися по всій планеті. Мають добру пристосовуваність до різноманітних умов, тому присутні у різних екосистемах. Зустрічаються як у помірних широтах, так і в пустелях та тропіках, де утворили ряд видів.
На сьогодні відомо 1081 вид і 97 родів геконових, які, залежно від форми і походження, поділяють на 5 підродин:
- Диплодактиліни (Diplodactyliniae)
- Еублефари (Eublepharinae)
- Справжні гекони (Gekkoninae)
- Aeluroscalabotinae
- Teratoscincinae